# Ted Turner
Pour les articles homonymes, voir Turner.
Cet article possède un paronyme, voir Trump.
 (mai 2015).
Si vous disposez d'ouvrages ou d'articles de référence ou si vous connaissez des sites web de qualité traitant du thème abordé ici, merci de compléter l'article en donnant les références utiles à sa vérifiabilité et en les liant à la section « Notes et références ».
Robert Edward « Ted » Turner III, né le 19 novembre 1938 à Cincinnati (Ohio), est un magnat des médias américain. Il est connu pour avoir fondé les chaînes de télévision TBS et CNN, pour son mariage avec Jane Fonda et pour son don d'un milliard de dollars à la Fondation des Nations unies. Le penchant de Turner pour les déclarations controversées lui a valu son surnom de « La Bouche du Sud ».

## Biographie

### Débuts
Ted Turner est le fils de Robert Edward Turner et Florence (Rooney) Turner. Il est diplômé de l'université Brown (1960). Il commence sa carrière dans l'entreprise de panneaux publicitaires de son père, Turner Advertising Company. En 1963, il est président et COO du groupe familial,.

### Empire médiatique
Après le rachat de deux stations UHF d'Atlanta en 1970 (devenue WTCG et WRET), il commence à bâtir un empire autour de Turner Broadcasting System (TBS). En 1976, TBS est la "superchaîne" aux États-Unis qui couple câble et satellite pour maximiser la couverture nationale.
Le 1er juin 1980, il lance la chaîne d'information en continu CNN. CNN a révolutionné les médias d'information, arrivant à couvrir le désastre de la navette spatiale Challenger en 1986 et la guerre du Golfe en 1991.
En 1985, il rachète Metro-Goldwyn-Mayer. Il revend toutes les activités pour ne conserver que les droits sur les milliers de films produits par le studio de production hollywoodien.
Il est le créateur de la série d'animation écologiste Capitaine Planète. En 1986, il lance les Goodwill Games, une rencontre sportive internationale destinée à répondre au boycott des États-Unis et de la Russie des jeux olympiques. En 1988, il lance la chaîne Turner Network Television (TNT).

### Dans le milieu du sport
En 1973, la chaîne, WTCG, achète les droits de diffusion des matchs des Braves d'Atlanta, puis la franchise en 1976. En mai 1977, après une série d'échecs en championnat, Ted Turner se nomme manager des Braves, mais il est rapidement démis de ses fonctions par le conseil d'administration de l'équipe dès la fin de son premier match. En 1977, TBS fait aussi l'acquisition de l'équipe de basketball des Hawks d'Atlanta.
Ted Turner participe en 1977 à la Coupe de l'America, alors disputée sur la jauge des « 12M JI ». Il rachète le voilier Courageous, vainqueur de l'édition 1974. À cette époque, la série est dominée par une aristocratie patricienne basée à Newport, sur la côte est des États-Unis, dans laquelle l'arrivée de Ted Turner dans ce milieu est controversée (même si Alan Bond avait aussi concouru quelques années plus tôt), avec notamment une polémique avec le maître voilier et médaillé olympique Lowell North qui refuse de lui fournir des voiles. Turner parvient à vaincre les autres équipes américaines dans les sélections pour le rôle de Defender puis à battre le Challenger australien Australia par 4 manches à 0,.

## Coups d'éclats médiatiques
En 1983, Ted Turner promet une récompense de 100 000 dollars à toute personne pouvant avoir une preuve que le thylacine (Thylacinus cynocephalus) est toujours vivant. En 2000, quand il indique que la récompense est supprimée, aucune preuve n'avait été trouvée[réf. nécessaire].
En septembre 1997, alors que sa fortune est estimée à 3,2 milliards de dollars (25e dans le classement Forbes des grandes fortunes), Ted Turner annonce son intention de donner à l'ONU 1 milliard de dollars sur les 10 prochaines années. Il déclare à cet effet : « Ça n'apporte rien d'avoir de l'argent et de ne rien en faire... Il faut apprendre à donner. Or on ne naît pas généreux. On naît égoïste... »,.

## Vie privée
Au début des années 1960, il a été marié avec Judy (Nye) Turner, avec qui il a eu deux enfants : Laura Lee et Robert Edward IV. Puis il a été marié de 1964 à 1987 avec Jane (Smith) Turner, avec qui il a eu trois enfants : Beau, Rhett, et Jennie.
En décembre 1991, il a épousé Jane Fonda. Elle le quitte un mois plus tard après avoir découvert qu'il a une maîtresse ; elle revient finalement mais divorce en 2001.

## Filmographie

### Comme acteur
- 1985 : Match à deux (The Slugger's Wife) : Darryl Fan
- 1993 : Gettysburg : Col. Waller T. Patton
- 2003 : Gods and Generals : Col. Tazewell Patton

### Pages liées
- Turner Broadcasting System
- CNN
- Jane Fonda